# Чёрная Речка (Шенталинский район)
Чёрная Речка — посёлок в Шенталинском районе Самарской области России.Входит в сельское поселение Старая Шентала.

## География
Чёрная Речка расположена на северо-западе района и северо-востоке области, в 3 км восточнее райцентра Шентала (там же ближайшая железнодорожная станция Шентала) и в 160 км от Самары. Через село протекает река Черноречка, высота над уровнем моря: 175 м. Ближайшие населённые пункты — Шентала, Старая Шентала, Денискино.

## Население
| 2002 | 2010 |
| 3    | 2    |

## Религия

### Кладбище
Находится на юго-западе и в 260 метрах от населённого пункта, площадь 0.35 га.